# Maksim Muchin
Maksim Andrejevitj Muchin (ryska: Максим Андреевич Мухин), född 4 november 2001 i Toljatti, är en rysk fotbollsspelare som spelar för CSKA Moskva. Han representerar även Rysslands fotbollslandslag.